# Allô, la police ?
Pour plus de détails, voir Fiche technique et Distribution.
Allô, la police ? (Dudley Do-Right) est un film américain réalisé par Hugh Wilson, sorti en 1999.

## Synopsis
Les aventures de Dudley Do-Right (en) de la Gendarmerie royale du Canada.

## Fiche technique
- Titre : Allô, la police ?
- Titre original : Dudley Do-Right
- Réalisation : Hugh Wilson
- Scénario : Hugh Wilson d'après le personnage de Dudley Do-Right créé par Jay Ward dans The Rocky and Bullwinkle Show
- Musique : Steve Dorff
- Photographie : Donald E. Thorin
- Montage : Don Brochu
- Production : John Davis, J. Todd Harris et Joseph Singer
- Société de production : Universal Pictures, Davis Entertainment et Joseph Singer Entertainment
- Société de distribution : Universal Pictures (États-Unis)
- Pays :  États-Unis
- Genre : Comédie policière
- Durée : 77 minutes
- Dates de sortie : 
  -  États-Unis : 27 août 1999
  -  France : 19 juillet 2000

## Distribution
- Brendan Fraser (VF : Guillaume Orsat) : Dudley Do-Right
- Sarah Jessica Parker (VF : Françoise Blanchard) : Nell Fenwick
- Alfred Molina (VF : Jean-Luc Kayser) : Snidely Whiplash
- Eric Idle (VF : Simon Abkarian) : le prospecteur
- Robert Prosky (VF : Robert Darmel) : l'inspecteur Fenwick
- Jack Kehler : Howard
- Don Yesso (VF : Sylvain Lemarié) : Kenneth
- Jed Rees (VF : Olivier Jankovic) : Lavar
- Brant von Hoffman (VF : Pascal Montségur) : Barr
- Corey Burton (VF : Marc Alfos) : le narrateur
- Dyllan Christopher (VF : Hervé Grull / Brigitte Lecordier (redoublage)) : Dudley enfant

Sources et légendes : version française (VF) sur Voxofilm

## Accueil
Le film a reçu un accueil mitigé de la critique. Il obtient un score moyen de 44 % sur Metacritic.